# Cardrona River
Der Cardrona River ist ein Fluss in der Region Otago auf der Südinsel von Neuseeland.

## Geographie
Der Cardrona River entspringt östlich des westlichen Ende der Crown Range direkt an der Crown Range Road. Von dort aus folgt der Fluss konstant der Straße in nordnordöstlich Richtung bis zu seiner Mündung nach insgesamt 42 km in den Clutha River/Mata-Au als sein rechter Nebenfluss. Sein Wassereinzugsgebiet umfasst die Fläche von 337 km².
Nach ungefähr dem ersten Drittel des Flusses liegt der kleine Ort Cardrona auf seinem Weg. Westlich davon befindet sich der Mount Cardrona und das Skigebiet Cardrona.
Der Fluss ist zusammen mit dem nur etwa 700 m vorher zufließenden Hunter River einer der ersten Zuflüsse des Clutha River/Mata-Au, rund 5 km nach dessen Ursprung am Abfluss des Lake Wānaka.
Rund 2,3 km südwestlich der Mündung des Cardrona River überquert der New Zealand State Highway 6 von Cromwell kommend den Fluss.